# قائمة مراسلي ايراسموس

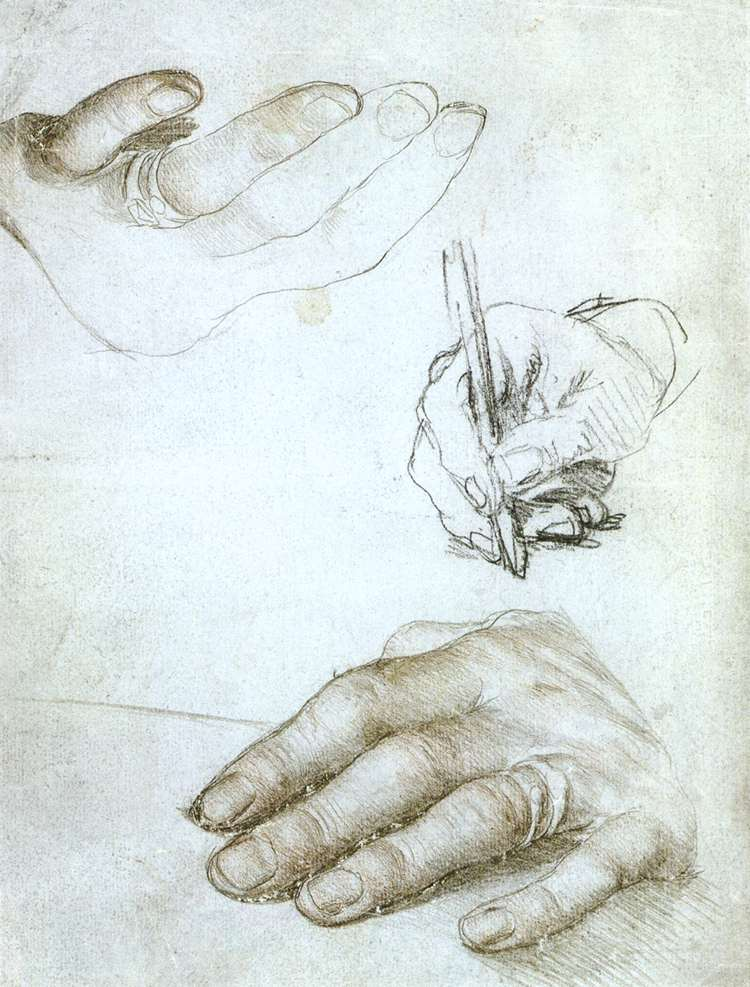
هانز هولبين دير يونجير ؛ دراسات حول أيدي إيراسموس في روتردام ، كاليفورنيا. (متحف اللوفر)

قائمة مراسلي ايراسموس تعد مراسلات إيراسموس من أفضل المصادر لعالم النهضة الإنسانية الأوروبية في أوائل القرن السادس عشر.

## القائمة
ومن بين الذين تبادل معهم الرسائل:
- البابا أدريان السادس
- نيكولاس أولاهو
- هنريكوس أفينيوس (هندريك فان دن إيندي)
- جورج أجريكولا
- هاينريش كورنيليوس أغريبا
- كورنيليوس أوريليوس
- ألبرت براندنبورغ
- فاوستس أندريلينوس
- ويليام بلونت ، البارون الرابع ماونت جوي – تلميذ إيراسموس الذي اتصل به نخلات العقيدة.
- وليام بودايوس
- هنري بولوك (بوفيلوس)[1]
- وليام بوربانك
- هنري بايرز
- لورينزو كامبيجي
- جون كلايموند
- جون كوليت
- مارتن دورب
- وولفجانج فابر كابيتو
- جون فيشر
- ريتشارد فوكس
- الدوق فريدريك
- الدوق جورج
- دامياو دي جويس
- توماس جراي
- وليام جروسين
- هنري الثامن
- أولريش فون هاتن
- جوستوس جوناس
- وليام لاتيمر
- إدوارد لي
- البابا ليو العاشر
- توماس ليناكر
- مارتن ليبس
- توماس لوبست
- مارتن لوثر
- ألدوس مانوتيوس
- فيليب ميلانشثون